# Sidhpura
Sidhpura é uma cidade e uma nagar panchayat no distrito de Etah, no estado indiano de Uttar Pradesh.

## Geografia
Sidhpura está localizada a 27° 38′ N, 78° 53′ L. Tem uma altitude média de 168 metros (551 pés).

## Demografia
Segundo o censo de 2001, Sidhpura tinha uma população de 12,996 habitantes. Os indivíduos do sexo masculino constituem 53% da população e os do sexo feminino 47%. Sidhpura tem uma taxa de literacia de 53%, inferior à média nacional de 59.5%: a literacia no sexo masculino é de 60% e no sexo feminino é de 44%. Em Sidhpura, 19% da população está abaixo dos 6 anos de idade.